# Ken’ichi Nozawa
Ken’ichi Nozawa (japanisch 野澤 健一 Nozawa Ken’ichi; * 27. Januar 1984 in Matsumoto) ist ein ehemaliger japanischer Fußballspieler.

## Karriere
Nozawa erlernte das Fußballspielen in der Schulmannschaft der Matsumoto Misuzugaoka High School und der Universitätsmannschaft der Risshō-Universität. Seinen ersten Vertrag unterschrieb er 2008 bei Sagawa Printing. Der Verein spielte in der dritthöchsten Liga des Landes, der Japan Football League. Für den Verein absolvierte er 32 Ligaspiele. 2009 wechselte er zum AC Nagano Parceiro. Am Ende der Saison 2010 stieg der Verein in die Japan Football League auf. 2013 wurde er mit dem Verein Meister der Japan Footba League und stieg in die J3 League auf. Für den Verein absolvierte er 129 Ligaspiele. Ende 2014 beendete er seine Karriere als Fußballspieler.